# Al-Sawda (underdistrikt)
al-Sawda (arabiska: ناحية السوداء, ناحية سودا خوابي) är ett underdistrikt (nahiya) i Syrien.   Det ligger i provinsen Tartus, i den västra delen av landet, 170 km norr om huvudstaden Damaskus.